# Le Villey
 Le Villey  es una población y comuna francesa, situada en la región del Franco Condado, departamento de Jura, en el distrito de Dole y cantón de Chaumergy.

## Demografía
| 109 | 120 | 100 | 83 | 101 | 92 |
| Para los censos de 1962 a 1999 la población legal corresponde a la población sin duplicidades (Fuente: INSEE [Consultar]) |     |     |    |     |    |